# 朱家大院
朱家大院位於重慶市巴南區南彭街道断桥村黄桷湾社，文物遺址年代為1866年，2009年12月15日列為第二批重慶市文物保護單位。